# Михаљ Карољи
Гроф Михаљ Карољи (мађ. Mihály Károlyi; Фот, 4. март 1875 — Ванс, 19. март 1955) је био први вођа Мађарске Демократске Републике од 1918. године до 1919. године. Служио је као председник владе између 1. и 16. новембра 1918. и као председник Републике између 16. новембра 1918. и  21. марта 1919. године.

## Биографија

#### Детињство
Михаљ Карољи је рођен 1875. године у околини Пеште, у тадашњој Аустроугарској. Одмах по рођењу имао је физички поремећај око усне који ће му означити овај период. Мајка му је у међувремену умрла од туберкулозе а отац му се опет оженио. Највећи део детињства су га одгајале бака и сестра, јер његов отац, гроф и високи политичар, није имао пуно времена за њега. Са 14 година је био послат у Бечку клинику како би прошао кроз успешну операцију усне. Након операције могао је нормално да прича.

#### Школовање
Михаља нису много интересовала предавања на универзитету, тако да је углавном успевао да положи тестове уз помоћ личног учитеља. Међутим, током школовања почео је развијати прогресиван поглед на свет. На његово размишљање су битно утицали Мађарска револуција 1848. године, Француска енциклопедија и романи Жила Верна. У својој 24. години дипломирао је права, но одмах након дипломирања почео је живети расипнички живот путујући константно по Европи, ловећи и играјући карте. Након неког времена озбиљно се посветио политичком животу.

### Политички живот

#### Пре Великог рата
Михаљ Карољи је ушао у Мађарски Парламент 1910. године као конзервативац. Одмах по уласку у Парламент почео је нагињати ка левици и почео је развијати јединствену политику. Залагао се за поделу већих поседа које су држале моћне породице, за једнакост свих народа унутар како и Мађарске, тако и целокупне Аустроугарске и за што већу слободу. Међутим, у предратној конзервативној Мађарској његове идеје нису биле широко прихваћене јер су биле превише радикалне; имао је јако мало моћи и присталица.

#### Први светски рат и крај рата
Током Првог светског рата Карољи је направио малу пацифистичку групу која се залагала за мир и такође се залагао за већа права приликом гласања, при чему је успео да дође у сукоб са тадашњим премијером Иштваном Тисом (мађ. István Tisza). Након свађе Михаљ је основао независну партију "Уједињена Партија за Независност" 1916. године која је убрзо попримила назив "Карољи Партија".
Током 1918. године, док је Аустроугарска губила, у Мађарској је Карољи 25. октобра 1918. године успео образовати Мађарско народно веће које је гласало за отцепљење Мађарске од остатка царевине. Међутим, највећи противници Михаљу и нјеговом већу су били нови аустроугарски цар Карло IV и премијер Шандор Векерле (мађ. Sándor Wekerle). Међутим, сам народ и остаци мађарске војске су убрзо направили Астерску револуцију (мађ. Őszirózsás forradalom) 28. октобра 1918. године. Након 3 дана, 31. октобра 1918. године, Карло IV је признао Мађарску Демократску Републику, Шандор Векерле је поднео оставку, а Иштван Тиса убијен. Тада је и Карољи званично био признат за председника новонастале републике.

#### Тријанонски споразум и крај живота
Након предаје Аустроугарске 4. новембра 1918. године, царевина се распала при чему су многи народи добили независност, а убрзо је Аустрија 10. септембра са Антантом потписала примирје у Сен-Жермену. За то време, Михаљ Карољи се борио да очува оригиналне границе Мађарске. Он је водио мађарску страну током преговора, док је другу страну предводио Франше Д'Епере. Због немогућности да спаси Мађарску, Карољи је дао отказ у јулу 1919. године, а власт је оставио комунистима под Белом Куном (мађ. Béla Kun) који је прогласио 21. марта 1919. године Мађарску Совјетску републику. Међутим, та република је трајала до 6. августа 1919. године, а са Мађарском је коначни споразум био потписан у Тријанону 4. јуна 1920. године, где је Мађарска изгубила 2/3 своје претходне територије.
Током 1919. године, Карољи је мигрирао у Француску, а током Другог светског рата, боравио је у Енглеској. Боравећи у инострантсву, одбацио је старе идеје и прихватио комунизам као нову идеологију. Након завршетка рата, 1946. године, вратио се назад у своју земљу. Служио је као амбасадор у Француској од 1947. године до 1949. године, када је дао отказ као протест због убиства Ласла Рајка (мађ. László Rajk). На крају је умро у Француској 1955. године.